# Jadwiga Walewska

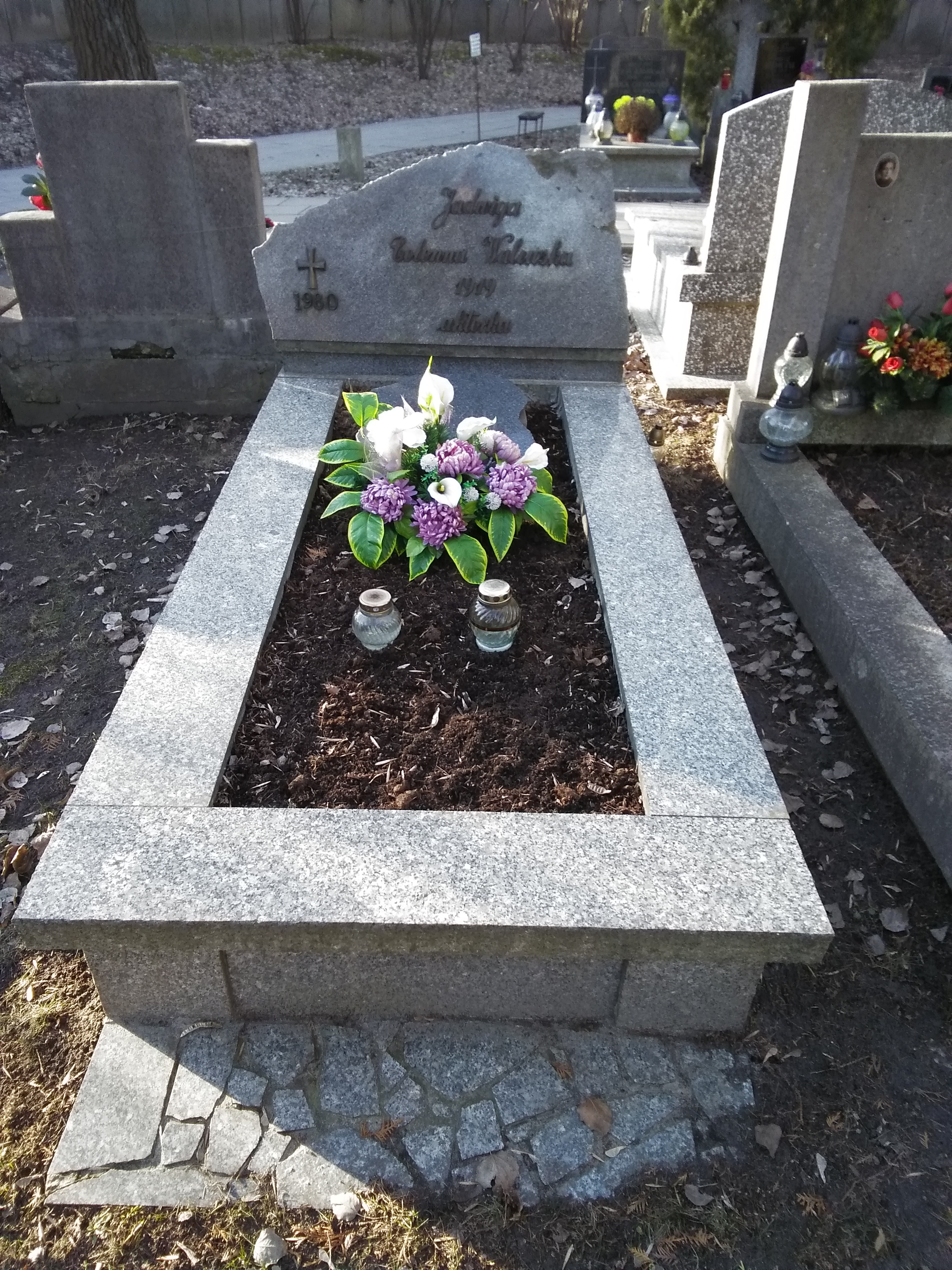
Grób Jadwigi Colonny Walewskiej na cmentarzu Wojskowym na Powązkach

Jadwiga Zofia Colonna Walewska, 1° v. Zasztowt, 2° v. Złotowska, 3° v. Kępińska (ur. 29 listopada 1919 w Warszawie, zm. 30 kwietnia 1980 tamże) – polska aktorka.

## Życiorys
Była córką Józefiny Rogosz-Walewskiej i Janusza Warneckiego, została adoptowana przez ojczyma Stanisława Colonna-Walewskiego. Będąc uczennicą krakowskiego gimnazjum i liceum była współorganizatorką i uczestniczką widowisk folklorystycznych, opartych na materiałach z jej zbiorów z regionu krakowskiego. W 1939 zdała maturę w Krakowie.
Podczas II wojny światowej przebywała do 1942 na Litwie i Białorusi.
Na scenie zadebiutowała 1 kwietnia 1945 rolą Miriam w spektaklu „Mąż doskonały” w Starym Teatrze w Krakowie. W lipcu 1945 zdała eksternistyczny egzamin aktorski. Od sierpnia 1945 występowała w Teatrze Miejskim w Jeleniej Górze. W sezonie 1945/46 została aktorką Teatru Polskiego w Bydgoszczy. W kolejnym sezonie występowała w Teatrze Kameralnym TUR w Krakowie. W latach 1947–1949 była aktorką Teatru Śląskiego w Katowicach. W sezonie 1949/50 grała w Teatrze Nowym w Warszawie. W latach 1950–1954 była w zespole Teatrów Dramatycznych, a w latach 1954–1957 grała w warszawskim Teatrze Syrena. W sezonie 1958/59 występowała w Teatrze Klasycznym w Warszawie. W sezonie 1959/60 była aktorką i organizatorką widowni w Bałtyckim Teatrze Dramatycznym w Koszalinie. W 1961 podjęła pracę organizatorki widowni w Teatrze Powszechnym w Warszawie, a po połączeniu zespołów w 1969, była do końca życia kierowniczką Biura Obsługi Widzów w Teatrze Narodowym. W latach 1960–1979 nie występowała na scenie, grała natomiast w filmach i spektaklach Teatru Telewizji.
Zmarła w Warszawie, pochowana na cmentarzu Wojskowym na Powązkach (kwatera K-16-22).